# Гай (Тернівська селищна рада)
Гай — село України, Тернівська селищна рада, Недригайлівський район, Сумська область. Село ліквідовано до 1988 року.

## Географія
Село Гай знаходиться на правому березі річки Терен, вище за течією на відстані в 1 км розташоване село Долина, нижче за течією на відстані в 2,5 км розташоване село Городище, на протилежному березі — село Бабаково. Село оточене лісовим масивом.